# كاشف علي
كاشف علي (بالإنجليزية: Kashif Ali)‏ هو مغني باكستاني، ولد في 4 نوفمبر 1992 في لاهور في باكستان.